# Shabab Al-Dhahiriya Sports Club
Shabab Al-Dhahiriya Sports Club (em árabe: نادي شباب الظاهرية الرياضي) é um clube de futebol profissional palestino com sede em Ad-Dhahiriya, Hebrom, Palestina e joga na West Bank Premier League. Também é conhecido como Ghozlan Al-Janoob (غزلان الجنوب) (Gazelas do Sul) – o apelido surgiu nos anos 80, devido aos jogadores da equipe, que eram considerados muito rápidos.
Em sua história, ganhou 2 títulos da liga, 4 copas locais e 1 Supercopa, e representou a Palestina 2 vezes em campeonatos internacionais.

## História
O clube foi fundado em 1974. Sua primeira participação notável foi em 1982, onde ficou em 10º lugar com 60 pontos. Dois anos depois, acabou por ser rebaixado para a segunda divisão, mas em 1985–86 retornou à elite após vencer o campeonato. Em 1986–87 participou da Liga, e teve 'progresso notável' até o campeonato parar devido à Primeira Intifada. O clube ficou novamente em 10º lugar na primeira divisão em 1997 com 14 pontos, e avançou para o 7º lugar em 2000, que acabou não sendo concluído devido à Segunda Intifada.
A equipe participou da Copa UAFA de 2012–13, passando pelo Al-Oruba SC de Omã depois que a equipe omanense se recusou a jogar a segunda mão na Palestina. A equipe então chegou ao segundo turno e perdeu para o Al-Quwa Al-Jawiya do Iraque por 4 a 0 no total. Em 2014, o clube competiu nos play-offs de qualificação da Copa AFC de 2014 contra o Alay Osh do Quirguistão e perdeu por 7–8 nos pênaltis após um empate de 1–1.

## Estádio
O Shabab Al-Dhahiriya manda regularmente seus jogos no Estádio Internacional Dura, um estádio multiesportivo com sede em Dura, e que possui capacidade de 18 000 pessoas.

## Títulos
- Copa da Cisjordânia

1983
- Segunda Divisão da Cisjordânia

1985–1986
- West Bank Premier League

2012–2013, 2014–2015
- Supercopa da Cisjordânia

2011–2012
- Palestine Football Association Shield

2005
- Copa Yasser Arafat

2011–2012, 2015–2016
- Copa Mártir Abu Ammar

2011, 2015